# Флот МакХейла (фільм, 1997)
Флот МакХейла (англ. McHale's Navy) — комедійний бойовик режисера Брайана Спайсера.

## Сюжет
Квінтон МакХейл, відставний капітан флоту. Спокійне проведення часу закінчується, коли старий знайомий МакХейла починає загрожувати його улюбленій базі на острові. Капітан знову одягає свій бойовий мундир і очолює команду невдах, беручи участь у запаморочливих маневрах на острах ворогам.

## У ролях
- Том Арнольд — лейтенант-командер Квінтон МакХейл
- Тім Каррі — майор Владіков
- Дін Стоквелл — капітан Воллес Б. Бінджемтои
- Дебра Мессінг — лейтенант Пенелопа Карпентер
- Девід Алан Грір — прапорщик Чарльз Паркер
- Ернест Боргнайн — Кобра
- Брюс Кемпбелл — Верджил
- Френч Стюарт — Гаррі
- Дентон Стоун — Грубер
- Брайан Хейлі — Крісті
- Генрі Чо — Віллі
- Ентоні Джессі Круз — Роберто Валенсуела
- Онорато Магалоні — Кастро
- Гільермо Ріос — Хосе
- Едуардо Лопес Рохас — Гонзалес
- Том Айерс — Карл
- Скотт Клевердон — Бевід
- Роберт Шух — помічник на човні
- Томмі Чонг — Армандо / Ернесто
- Франсіско Маурі — доктор
- Хуан Реболледо — Хуан
- Діего Васкес — Рей
- Люсі Морено — Герміна
- Мінеко Морі — таємнича жінка
- Луіс Лемус — сержант
- Алехандро Рейс — Мануель
- Алекс Коул — охоронець
- Джо Кієс — офіцер
- Томас Леаль — власник мавпи
- Луіса Гуертас — медсестра
- Джо Міньярес — фармацевт / перукар
- Фіма Новек — ватажок росіянин
- Ерік Чемпнелла — Стен
- Джон Пайпер-Фергюсон — перериваючий
- Ентоні Азізі — приніс погані новини
- Брайан Спайсер — невдалий
- Ерік Аварі — європеєць ватажок (в титрах не вказаний)
- Джеймс Хонг — азіат ватажок (в титрах не вказаний)